# 湯姆·雲摩爾
湯姆·雲摩爾（Tom Van Mol，1972年10月12日—），比利時足球運動員，司職後衛及中場。

## 生涯
雲摩爾在他家鄉球隊比亨豪特斯巴達開始踢球。僅僅一年後，他轉到安德列治青年隊。他始終沒有突破，1991年，雲摩爾被轉到燕豪芬。他在首個球季打了9次，一年之後，他轉到鹿特丹斯巴達。這是第一支雲摩爾能夠入到首發陣容的球隊。結果，他恢復回歸到燕豪芬，他也能突破，在1993-94賽季，聯賽上陣39次，射入一球。僅一季，雲摩爾返回比利時，加盟隆美爾。這只持續了兩個賽季。雲摩爾轉到烏德勒支，他效力了七年。他之後回歸至比利時，加盟色格拉布魯日。